# Педемонте (Ђенова)
Педемонте је насеље у Италији у округу Ђенова, региону Лигурија.
Према процени из 2011. у насељу је живело 5824 становника. Насеље се налази на надморској висини од 128 м.